# Bosville
Bosville is een gemeente in het Franse departement Seine-Maritime (regio Normandië) en telt 512 inwoners (1999). De plaats maakt deel uit van het arrondissement Dieppe.

## Geografie
De oppervlakte van Bosville bedraagt 8,7 km², de bevolkingsdichtheid is 58,9 inwoners per km².
De onderstaande kaart toont de ligging van Bosville met de belangrijkste infrastructuur en aangrenzende gemeenten.

## Demografie
Onderstaande figuur toont het verloop van het inwonertal (bron: INSEE-tellingen).